# ふれあいの里さかもと
ふれあいの里さかもと（ふれあいのさとさかもと）は、徳島県勝浦町にある宿泊施設。

## 概要
1999年（平成11年）に閉校した120年の歴史を持つ勝浦町立坂本小学校をリノベーションし、2002年（平成14年）3月3日の雛祭りの日に農村体験型宿泊施設としてオープン。

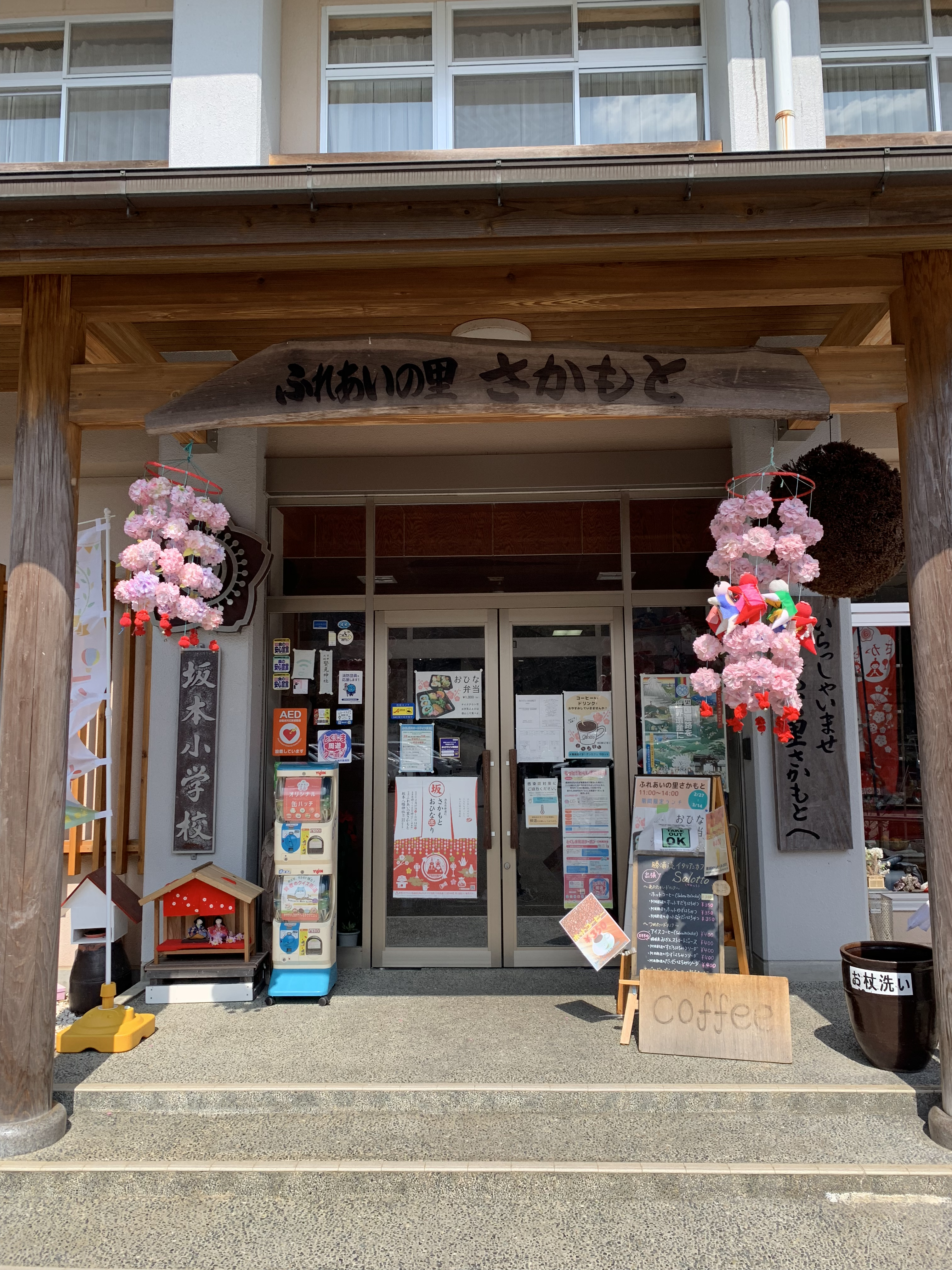

## 施設
- 宿泊部屋
- 食堂
- お風呂
- ランドリー
- 宴会スペース
- 体育館・調理室

## 交通
- 徳島県道16号徳島上那賀線沿いの道の駅ひなの里かつうらから約7.5km。